# Sikkim
Sikkim (tiếng Nepal: सिक्किम, tiếng Sikkim: སུ་ཁྱིམ་), hay Xích Kim, Tích Kim (錫金) là một bang nội lục của Ấn Độ. Bang nằm trên dãy Himalaya, có biên giới quốc tế với Nepal ở phía tây (giáp tỉnh số 1), với Tây Tạng ở phía bắc và đông, với Bhutan ở phía đông (giáp vùng hành chính Samtse). Sikkim có biên giới quốc nội với bang Tây Bengal ở phía nam.
Dân số Sikkim là 607.688 theo điều tra dân số năm 2011, là bang ít dân nhất tại Ấn Độ và là bang có diện tích nhỏ thứ hai sau Goa, với tổng diện tích khoảng 7.096 km2 (2.740 dặm vuông Anh). Sikkim có sự đa dạng về địa lý do vị trí trên dãy Himalaya; khí hậu biến đổi từ khí hậu cận nhiệt đới đến khí hậu núi cao, và đỉnh cao thứ ba trên thế giới là Kangchenjunga nằm trên biên giới giữa Sikkim với Nepal. Sikkim là một điểm đến du lịch nổi tiếng, với các đặc điểm về văn hóa, cảnh quan và đa dạng sinh học. Sikkim có trạm biên mậu Nathu La giữa Ấn Độ và Trung Quốc. Thủ phủ và thành phố lớn nhất của Sikkim là Gangtok.
Theo truyền thuyết, đại sư Phật giáo Liên Hoa Sinh đến Sikkim vào thế kỷ 8 CN, đưa đến Phật giáo và báo hiệu một thời kỳ quân chủ Sikkim. Triều đại Namgyal của Sikkim được hình thành vào năm 1642. Trong 150 năm sau đó, vương quốc thường xuyên phải chịu các cuộc tấn công và để mất lãnh thổ cho Nepal. Trong thế kỷ 19, Sikkim liên minh với Ấn Độ thuộc Anh, cuối cùng trở thành một nước được Anh bảo hộ. Năm 1975, một cuộc trưng cầu dân ý dẫn đến việc bãi bỏ chế độ quân chủ tại Sikkim, và lãnh thổ này hợp nhất với Ấn Độ.
Người Nepal hiện là dân tộc chiếm đa số tại Sikkim, và bang có 11 ngôn ngữ chính thức: Nepal (ngôn ngữ chung), Sikkim, Lepcha, Tamang, Limbu, Newari, Rai, Gurung, Magar, Sunwar và Anh. Tiếng Anh được giảng dạy trong trường học và được sử dụng trong văn kiện của chính phủ. Các tôn giáo chiếm ưu thế tại Sikkim là Ấn Độ giáo và Phật giáo Kim cương thừa. Kinh tế Sikkim dựa phần lớn vào nông nghiệp và du lịch. Sikkim nằm trong số các bang và lãnh thổ tăng trưởng nhanh nhất tại Ấn Độ trong giai đoạn 2000-2007.

## Từ nguyên
Lý luận khởi nguyên được chấp thuận rộng rãi nhất cho rằng tên gọi Sikkim là sự kết hợp của hai từ trong tiếng Limbu: su có nghĩa là "mới", và khyim, có nghĩa là "cung điện" hay "nhà". Tên gọi này được cho là ám chỉ đến cung điện do Phuntsog Namgyal- quân chủ đầu tiên của Sikkim- xây dựng. Tên tiếng Tạng của Sikkim là འབྲས་ལྗོངས། (Denjong), nghĩa là "thung lũng lúa", còn người Bhutia gốc Tạng gọi Sikkim là Beyul Demazong, có nghĩa là '"thung lũng ẩn của lúa". Người Lepcha là các cư dân bản địa của Sikkim, họ gọi nơi đây là Nye-mae-el, nghĩa là "thiên đường". Trong các văn bản tôn giáo Ấn Độ giáo, Sikkim được biết đến là Indrakil, vườn của chiến thần Indra.

## Lịch sử

### Thành lập chế độ quân chủ
Ít biết về lịch sử cổ đại của Sikkim, ngoài thực tế rằng các cư dân ban đầu là người Lepcha. Các đề cập lịch sử sớm nhất về Sikkim là một ghi chép hành trình của đại sư Phật giáo Liên Hoa Sinh, ông đi qua vùng đất này vào thế kỷ 8. Đại sư được thuật là đã ban phúc cho vùng đất, đưa đến Phật giáo, và báo hiệu thời kỳ quân chủ xảy đến tại Sikkim trong các thế kỷ sau đó. Theo truyền thuyết, Khye Bumsa là một thành viên trong thế kỷ 14 của nhà Minyak tại Kham thuộc đông bộ Tây Tạng, ông nhận được một thiên khải thần thánh chỉ dẫn ông đi về phía nam để tìm vận mệnh của mình. Phuntsog Namgyal là một hậu duệ đời thứ 5 năm Khye Bumsa, năm 1642 ba lạt ma đáng kính tôn phong ông làm Chogyal (pháp vương) đầu tiên tại Yuksom, chế độ quân chủ Sikkim hình thành.

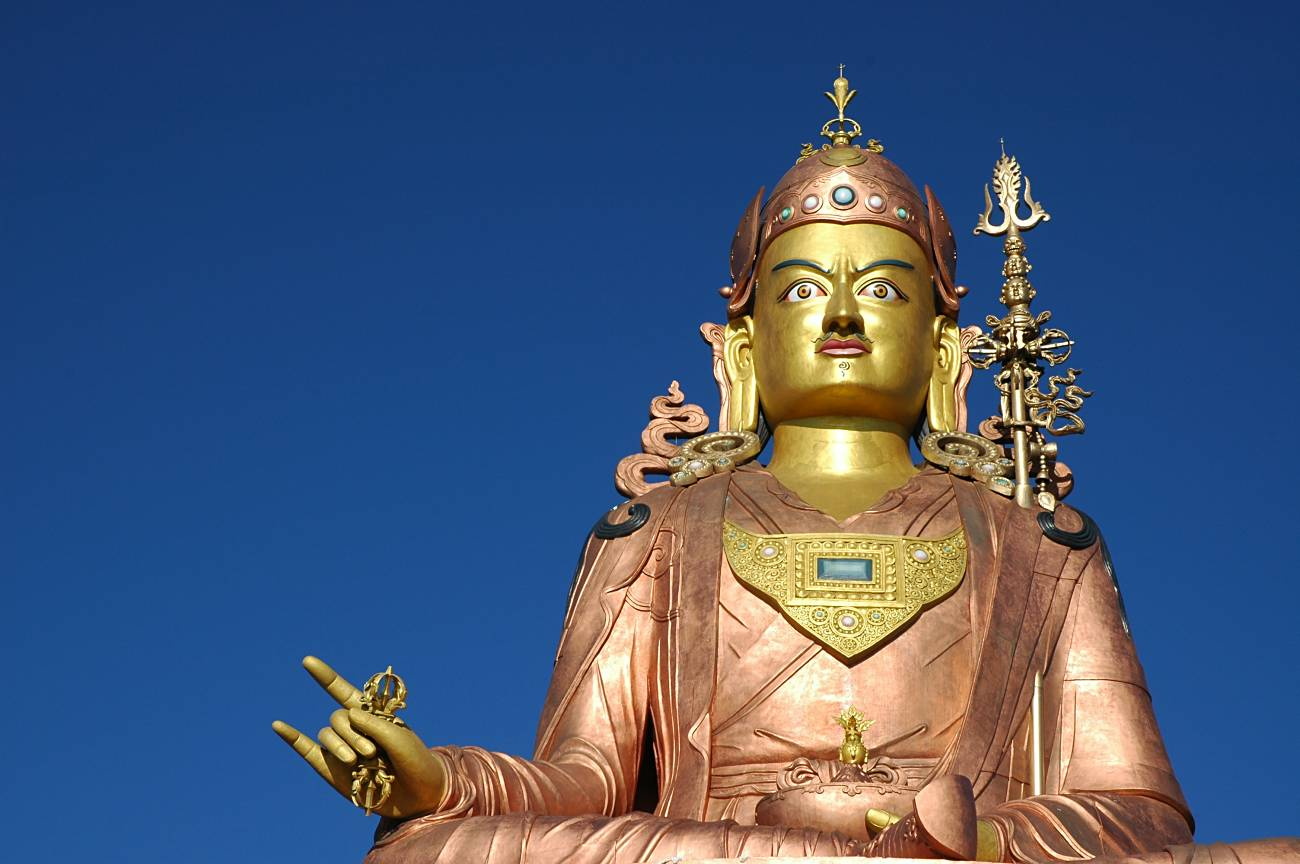
Tượng Liên Hoa Sinh (Guru Rinpoche), thánh bảo hộ của Sikkim. Tượng thần tại Namchi cao 36 mét.

Năm 1670, con của Phuntsog Namgyal là Tensung Namgyal kế vị vương vị, ông thiên đô từ Yuksom đến Rabdentse. Năm 1700, người Bhutan xâm chiếm Sikkim với sự giúp đỡ của người chị khác mẹ của Chogyal Chakdor Namgyal do bà muốn đoạt vị. Người Tạng đẩy lui người Bhutan và phục vị cho Chakdor Namgyal. Dưới thời Gyurmed Namgyal từ năm 1717 đến năm 1733, vương quốc phải ứng phó với nhiều cuộc đột kích của người Nepal ở phía tây và của người Bhutan ở phía đông, cực độ là việc người Nepal phá hủy kinh đô Rabdentse. Năm 1791, triều Thanh đưa quân đến hỗ trợ Sikkim và phòng thủ Tây Tạng chống lại Vương quốc Gorkha tại Nepal hiện nay. Sau khi đánh bại Gorkha, triều Thanh thiết lập quyền kiểm soát đối với Sikkim.

### Sikkim thời Ấn Độ thuộc Anh
Sau khi Anh Quốc bắt đầu cai trị Ấn Độ, Sikkim liên minh với Anh Quốc để chống lại kẻ thù chung là Nepal. Người Nepal tấn công Sikkim, tràn ngập hầu hết khu vực, bao gồm cả Terai. Điều này thúc đẩy Công ty Đông Ấn Anh tấn công Nepal, dẫn đến Chiến tranh Gurkha năm 1814. Các hiệp định được ký kết giữa Sikkim và Nepal, với kết quả là Nepal trao trả lại lãnh thổ bị họ thôn tính, vào năm 1817. Tuy nhiên, các quan hệ giữa Sikkim và người Anh trở nên suy yếu khi người Anh bắt đầu đánh thuế tại khu vực Morang. Năm 1849, hai bác sĩ Anh Quốc là Joseph Dalton Hooker và Arthur Campbell (người phụ trách quan hệ giữa chính phủ Anh Quốc và Sikkim), mạo hiểm tiến vào các dãy núi của Sikkim mà không báo trước và không được phép. Hai bác sĩ bị chính phủ Sikkim giam giữ, khiến người Anh tiến hành một cuộc viễn chinh chống Sikkim, sau đó huyện Darjeeling và Morang bị sáp nhập vào Ấn Độ thuộc Anh năm 1853. Cuộc xâm chiếm khiến Chogyal của Sikkim trở thành một quân chủ danh nghĩa nằm dưới quyền chi phối của thống đốc Anh. Năm 1890, Sikkim trở thành một nước bảo hộ của Anh, và dần được trao cho thêm chủ quyền trong ba thập niên sau đó.

### Sau khi Ấn Độ độc lập

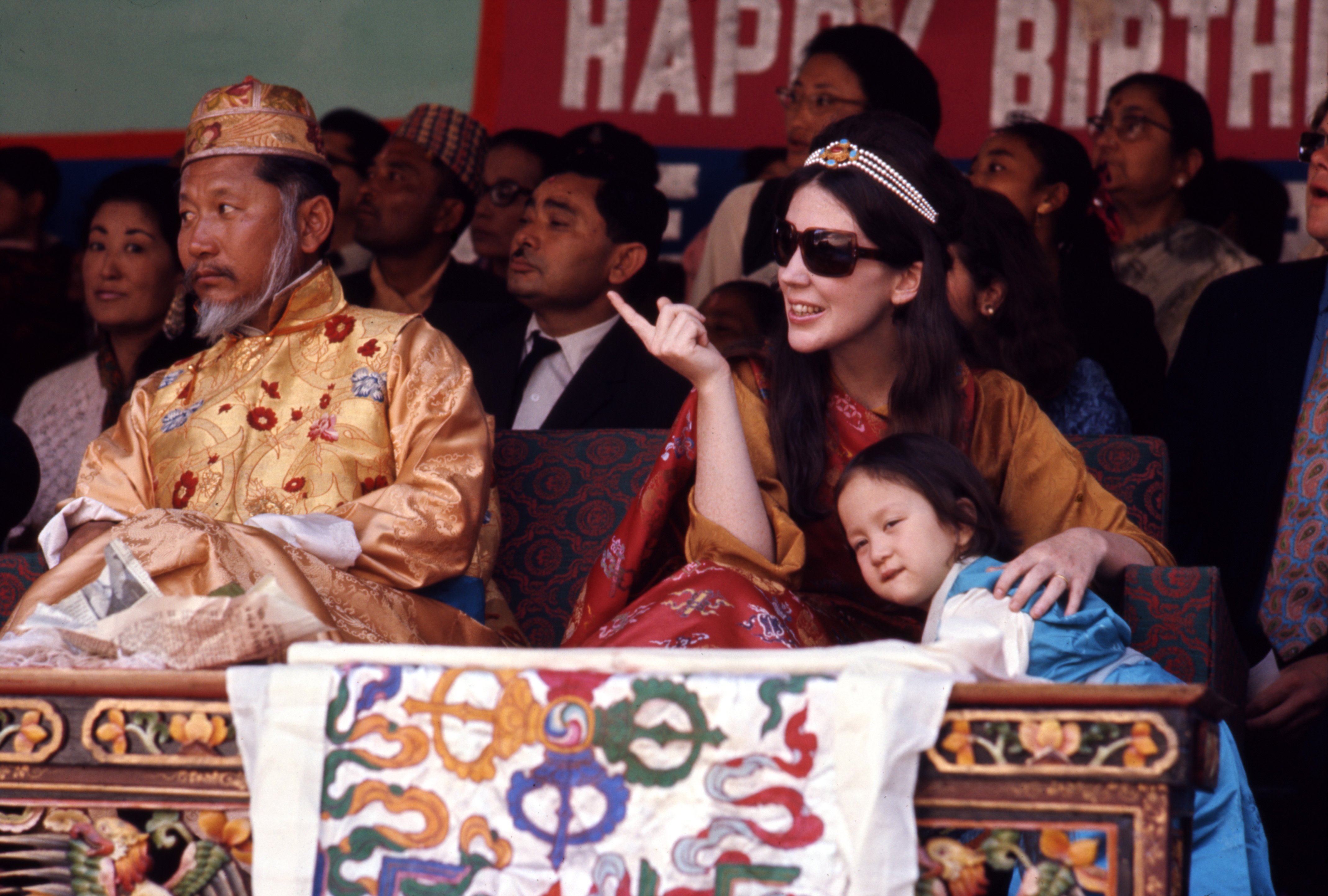
Palden Thondup Namgyal (trị vì 1963-1975) của Sikkim.

Năm 1947, khi Ấn Độ độc lập, một cuộc tuyển cử đại chúng tại Sikkim có kết quả là từ chối gia nhập Ấn Độ, và Thủ tướng Jawaharlal Nehru chấp thuận một tình trạng bảo hộ đặc biệt đối với Sikkim. Ấn Độ có quyền tôn chủ đối với Sikkim, theo đó Ấn Độ kiểm soát đối ngoại, quốc phòng, ngoại giao và truyền thông của Sikkim, song Sikkim được giữ quyền tự trị hành chính. Một quốc vụ viện được thành lập vào năm 1953, cho phép có một chính phủ lập hiến dưới quyền Chogyal. Trong khi đó, Đảng Quốc đại Sikkim yêu cầu tổ chức tuyển cử mới và đại diện lớn hơn cho người Nepal tại Sikkim. Chogyal đương thời là Palden Thondup Namgyal tỏ ra rất không được lòng dân, và đến năm 1973, bạo loạn trước cung điện của Chogyal dẫn đến một yêu cầu chính thức về việc Ấn Độ bảo hộ.
Năm 1975, Thủ tướng Sikkim kêu gọi Quốc hội Ấn Độ cho phép Sikkim trở thành một bang của Ấn Độ. Vào ngày tháng 4 năm đó, Quân đội Ấn Độ chiếm được thành phố Gangtok và tước vũ khí vệ binh cung điện của Chogyal. Sau đó, một cuộc trưng cầu dân ý được tổ chức với kết quả là 97,5% cử tri đi bầu ủng hộ bãi bỏ chế độ quân chủ, tán thành hợp nhất với Ấn Độ. Mặc dù nhà cầm quyền Ấn Độ tuyên bố việc hợp nhất là theo ý nguyện của nhân dân Sikkim, song hành động này bị chỉ trích rộng rãi là một hành động thôn tính và Ấn Độ bị cáo buộc lợi dụng khai thác chia rẽ sắc tộc và gian lận trong trưng cầu dân ý. Ngày 16 tháng 5 năm 1975, Sikkim trở thành bang thứ 22 của Ấn Độ. Để cho phép hợp nhất bang mới, Quốc hội Ấn Độ sửa lại Hiến pháp Ấn Độ. Đầu tiên là tu chính án 35 định ra một bộ các quy định mà theo đó Sikkim trở thành một "quốc gia liên kết". Sau đó, tu chính án 36 công nhận Sikkim là một bang đầy đủ, được thêm tên vào điều thứ một trong Hiến pháp.
Chính phủ Trung Quốc công nhận Sikkim là một bang của Ấn Độ vào năm 2003, với điều kiện Ấn Độ chính thức công nhận Tây Tạng là một bộ phận của Trung Quốc. Hiệp định năm 2003 làm tan băng quan hệ Ấn-Trung, và đến ngày 6 tháng 7 năm 2006, đèo Nathu La trên dãy Himalaya thuộc Sikkim được mở cửa cho mậu dịch xuyên biên giới, trở thành biên giới mở đầu tiên giữa hai quốc gia sau chiến tranh Trung-Ấn.

## Địa lý
Sikkim nằm trên dãy Himalaya, có đặc trưng là địa hình núi non. Hầu hết Sikkim là đồi núi, với cao độ dao động từ 280 mét (920 ft) đến 8.586 mét (28.169 ft). Đỉnh Kangchenjunga trên biên giới Sikkim-Nepal là đỉnh cao thứ ba trên Trái Đất và là đỉnh cao nhất tại Sikkim. Ở hầu hết các nơi, đất đai không thích hợp cho nông nghiệp vì có nhiều đá, dốc đứng. Tuy nhiên, một số sườn đồi được cải tạo thành các ruộng bậc thang. Nhiều dòng chảy bắt nguồn từ tuyết tan tạo thành các thung lũng sông ở phía tây và phía nam của bang. Các dòng chảy này hợp lại thành sông Teesta và chi lưu Rangeet của nó, chúng chảy từ bắc xuống nam của bang.

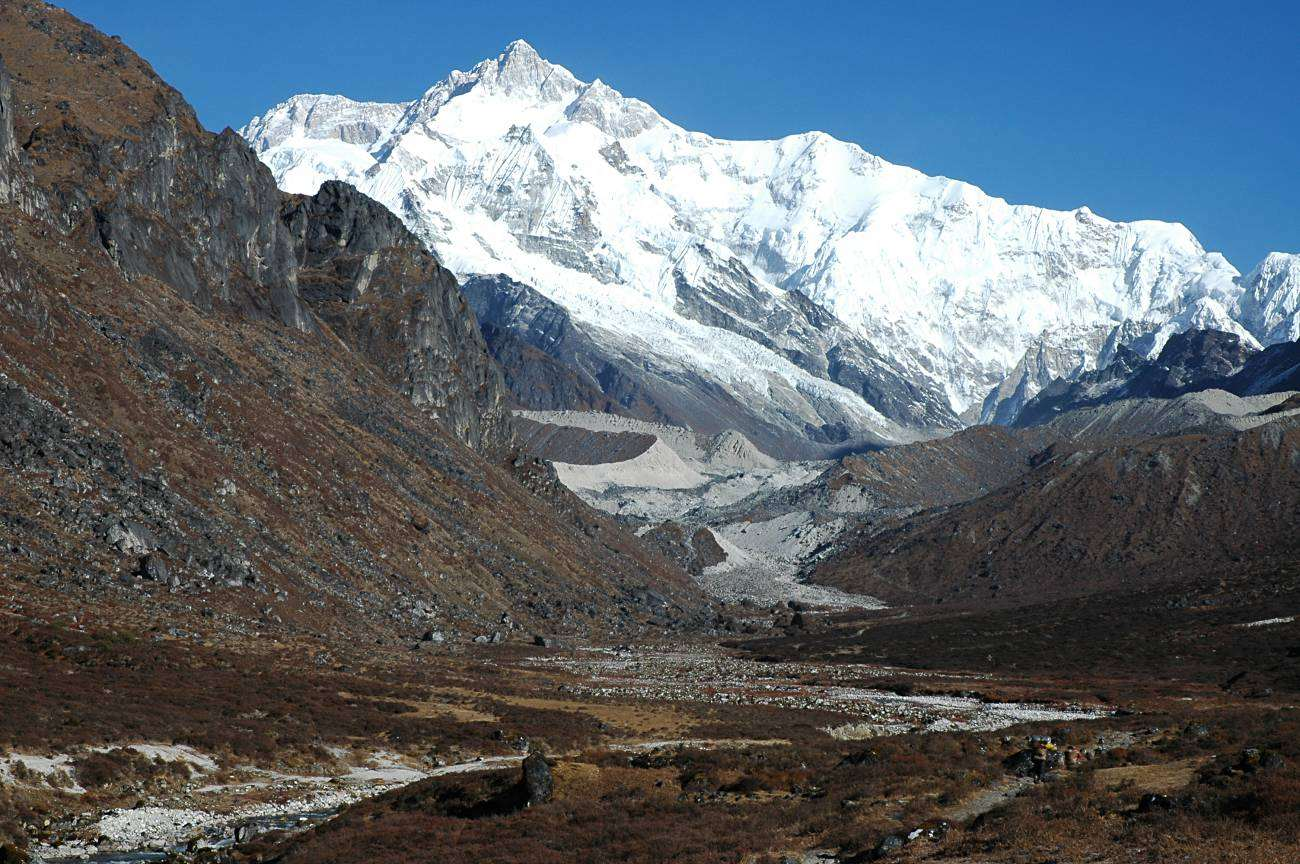
Kangchenjunga với cao độ 8586 m là đỉnh cao nhất tại Ấn Độ và cao thứ ba trên Trái Đất.

Dãy Himalaya bao quanh biên giới phía bắc, phía đông, và phía tây của Sikkim. Hạ Himalaya nằm ở phía nam của bang và là vùng dân cư đông đúc nhất. Bang có trên 80 sông băng, 227 hồ có cao độ lớn, năm suối nước nóng, và trên 100 sông cùng dòng chảy. Tám đèo kết nối Sikkim với Tây Tạng, Bhutan và Nepal. Các suối nước nóng của Sikkim nổi tiếng do có các giá trị về dược dụng và trị liệu. Các suối này có hàm lượng lưu huỳnh cao, tập trung gần các bờ sông; một số bốc ra hiđrô. Nhiệt độ trung bình của nước tại các suối nước nóng này là 50 °C (122 °F).
Các đồi của Sikkim phần lớn gồm có đá phiến ma và bán phiếm nham, tạo ra đất nâu thường xấu và nông. Đất tại Sikkim thô, với nồng độ lớn oxide sắt; thay đổi từ trung tính đến có tính acid và thiếu các chất dinh dưỡng hữu cơ và vô cơ. Loại đất này có xu hướng nuôi dưỡng rừng thường xanh và rừng rụng lá. Đá Tiền Cambri bao phủ hầu hết Sikkim, chúng có tuổi trẻ hơn nhiều so với các đồi. Đá gồm phyllit và schist, và nhạy cảm cao độ với thời tiết và xói mòn. Điều này kết hợp với lượng mưa lớn của Sikkim khiến xói mòn đất trên quy mô rộng và mất các chất dinh dưỡng trong đất. Do đó, sạt lở xảy ra thường xuyên, thường cô lập các đô thị nông thôn và các làng khỏi các trung tâm đô thị lớn.
Sikkim có năm mùa: xuân, hạ, thu, đông và gió mùa từ tháng 6 đến tháng 9. Khí hậu Sikkim biến đổi từ cận nhiệt ở phía nam đến lãnh nguyên ở phía bắc. Hầu hết các khu vực có người cư trú tại Sikkim có một khí hậu ôn đới, với nhiệt độ hiếm khi vượt quá 28 °C (82 °F) vào mùa hạ. Nhiệt độ trung bình năm tại hầu hết các nơi của Sikkim là khoảng 18 °C (64 °F). Khu vực kiểu lãnh nguyên ở phía bắc có tuyết phủ bốn tháng mỗi năm, và nhiệt độ xuống dưới 0 °C (32 °F) hầu như mọi đêm. Tại tây bắc bộ Sikkim, các đỉnh núi bị đóng băng quanh năm; Do có cao độ lớn, nhiệt độ trên các dãy núi có thể xuống thấp −40 °C (−40 °F) vào mùa đông. Trong thời kỳ gió mùa, các cơn mưa lớn làm tăng nguy cơ lở đất. Sương mù ảnh hưởng đến nhiều nơi tại Sikkim vào mùa đông và trong thời kỳ gió mùa, khiến giao thông trở nên khó khăn.

## Chính phủ và chính trị

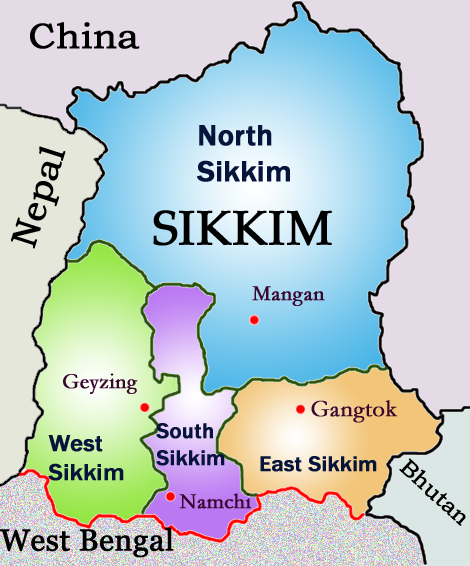
Bản đồ hành chính Sikkim

Giống như các bang khác tại Ấn Độ, người đứng đầu chính phủ bang Sikkim là một thống đốc do chính phủ TW Ấn Độ bổ nhiệm. Việc bổ nhiệm thống đốc phần lớn là mang tính lễ nghi, vai trò chính của người này là giám sát tuyên thệ của Thủ tịch bộ trưởng (Chief Minister). Thủ tịch bộ trưởng là người nắm giữ quyền hành pháp trên thực tế, là người đứng đầu đảng hoặc liên minh chiếm đa số lớn nhất trong tuyển cử cấp bang. Thống đốc cũng bổ nhiệm các bộ trưởng nội các theo cố vấn của thủ tịch bộ trưởng. Sikkim có cơ quan lập pháp đơn viện giống như hầu hết các bang khác tại Ấn Độ. Sikkim được phân bổ hai ghế trong mỗi một viện của lưỡng viện quốc hội Ấn Độ (Lok Sabha và Rajya Sabha). Quốc hội của Sikkim có tổng cộng 32 ghế, trong đó có một ghế dành riêng cho tăng già. Tòa án tối cao Sikkim là tòa án tối cao cấp bang nhỏ nhất tại Ấn Độ.
Năm 1975, sau khi chế độ quân chủ của Sikkim bị bãi bỏ, Đảng Quốc Đại Ấn Độ giành được đa số ghế trong cuộc tuyển cử năm 1977. Năm 1979, sau một giai đoạn bất ổn định, nội các của Nar Bahadur Bhandari tuyên thệ nhậm chức, đây là thủ lĩnh của Đảng Sangram Parishad Siikim. Bhandari vẫn chiến thắng trong các cuộc tuyển cử vào năm 1984 và 1989. Trong cuộc tuyển cử năm 1994, Pawan Kumar Chamling thuộc Mặt trận Dân chủ Sikkim trở thành thủ tịch bộ trưởng của bang. Chamling và đảng của ông tiếp tục giành thắng lợi trong các cuộc tuyển cử năm 1999, 2004 và 2009.
Sikkim có bốn huyện: Đông Sikkim, Tây Sikkim, Bắc Sikkim và Nam Sikkim. Thủ phủ các huyện tương ứng là Gangtok, Gyalshing, Mangan và Namchi. Các huyện được chia tiếp thành các phân xứ.
Mỗi huyện của Sikkim có người giám sát là một huyện trưởng do chính phủ TW bổ nhiệm, người này chịu trách nhiệm đối với các lĩnh vực dân sự trong huyện. Quân đội Ấn Độ kiểm soát một phần lớn lãnh thổ Sikkim, do bang là một khu vực biên giới nhạy cảm với Trung Quốc. Nhiều khu vực hạn chế đối với người ngoại quốc, và cần giấy phép chính thức để đến đó.

## Động thực vật
Sikkim nằm ở một điểm nóng sinh thái của Hạ Himalaya- một trong ba vùng sinh thái của Ấn Độ. Các khu vực có rừng bao phủ tại Sikkim có nhiều loài động thực vật đa dạng. Biến đổi dần theo cao độ, Sikkim có hệ thực vật đa dạng, từ các loài nhiệt đới đến ôn đới, núi cao và lãnh nguyên, và có lẽ là một trong số ít khu vực có sự đa dạng như vậy trong một diện tích nhỏ. Gần 81% diện tích của Sikkim nằm dưới quyền quản lý của cơ quan lâm nghiệp bang.
Sikkim là nơi sinh sống của khoảng 5.000 loài thực vật có hoa, 515 loài lan quý, 60 loài báo xuân, 36 loài đỗ quyên, 11 giống sồi, 23 giống tre, 16 loài thông, 362 loài dương xỉ và giống quyết, 8 loài dương xỉ mộc, và trên 424 thực vật dược dụng. Một biến thể trạng nguyên, có tên gọi địa phương là "hoa Giáng sinh", có thể tìm thấy nhiều trên các dãy núi của bang. The xuân lan là hoa chính thức của Sikkim, trong khi đỗ quyên là cây chính thức.

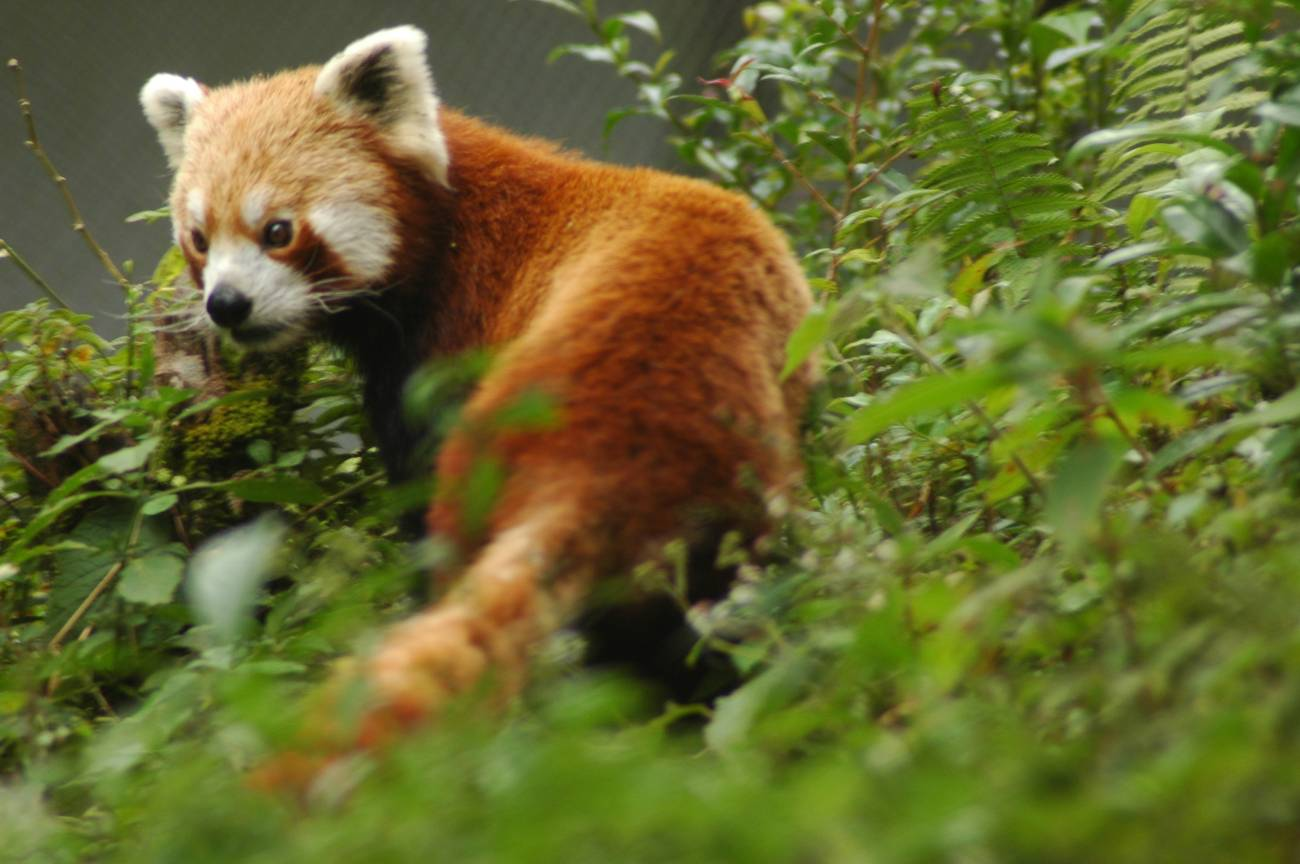
Gấu trúc đỏ là bang thú của Sikkim.

Các loài lan, đa, nguyệt quế, chuối, sala và tre mọc trong các rừng lá rộng cận nhiệt đới Himalaya trên các vùng có cao độ thấp của Sikkim. Tại các khu vực có cao độ vừa phải trên 1.500 mét (4.900 ft) là rừng lá rộng Đông Himalaya, tại đây sồi, dẻ, phong, bạch dương, tống quán sủ, mộc lan mọc với số lượng lớn; ngoài ra còn có rừng thông cận nhiệt đới Himalaya, với Pinus roxburghii là loài chiếm ưu thế. Các loài thực vật kiểu núi cao thường được tìm thấy trên cao độ từ 3.500 đến 5.000 mét (11.500 đến 16.400 ft). Ở cao độ thấp hơn có bách xù, thông, lãnh sam, hoàng đàn, và đỗ quyên thuộc kiểu rừng lá kim cận núi cao Đông Himalaya. Cao hơn nữa là vùng cây bụi và bãi cỏ núi cao Đông Himalaya, là nơi sinh sống của nhiều loài đỗ quyên và hoa dại.
Hệ động vật của Sikkim gồm có báo tuyết, hươu xạ, dê tahr Himalaya, gấu trúc đỏ, macmot Himalaya, sơn dương Himalaya, ban linh, mang, Semnopithecus, gấu ngựa, báo gấm, mèo gấm, mèo báo, sói đỏ, sói Tạng, lửng lợn, cầy mực, và mèo ri Himalaya. Ở vùng núi cao, trong các loài được phát hiện phổ biến có bò Tây Tạng, chúng được nuôi chủ yếu để lấy sữa, thịt, và là một gia súc chuyên chở.
Hệ chim của Sikkim gồm có Lophophorus impejanus, Tragopan satyra, gà gô tuyết, gà tuyết Tây Tạng, diều râu và Gyps fulvus, cũng như đại bàng vàng, cút, choi choi, dẽ gà, dẽ, bồ câu, đớp ruồi, họa mi và chim cổ đỏ. Sikkim có trên 550 loài chim, một số trong đó được tuyên bố là loài gặp nguy hiểm.
Sikkim cũng là một nơi đa dạng về động vật Chân khớp, nhiều loài trong số đó vẫn chưa được nghiên cứu; loài chân khớp tại Sikkim được nghiên cứu nhiều nhất là bướm. Trong số khoảng 1.438 loài bướm phát hiện được tại tiểu lục địa Ấn Độ, có 695 loài được ghi nhận tại Sikkim. Chúng gồm có các loài gặp nguy hiểm Teinopalpus imperialis,  Meandrusa payeni và Bhutanitis lidderdalii.

## Kinh tế

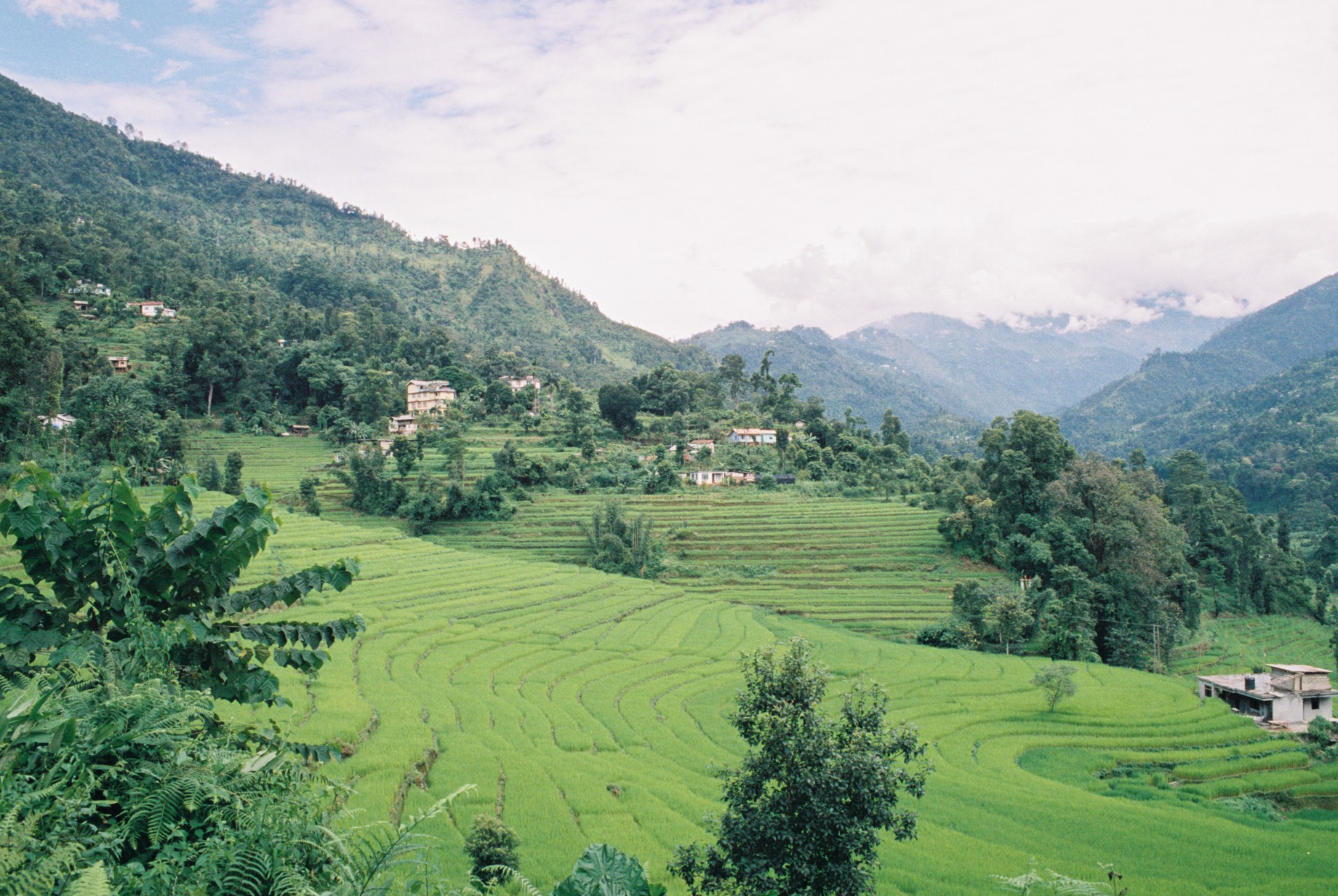
Ruộng bậc thang tại Sikkim

Kinh tế của Sikkim dựa phần lớn vào nông nghiệp, dựa trên ruộng bậc thang và các loại cây trồng như ngô, kê, lúa mì, đại mạch, cam, trà và bạch đậu khấu. Sikkim là bang sản xuất bạch đậu khấu nhiều nhất tại Ấn Độ, và có diện tích trồng bạch đậu khấu lớn nhất. Do có địa hình đối núi và cơ sở hạ tầng giao thông yếu kém, Sikkim thiếu nền tảng công nghiệp quy mô lớn. Ủ, cất, thuộc da, sản xuất đồng hồ, là các ngành công nghiệp chính, chủ yếu nằm tại các khu vực nam bộ của bang, đặc biệt là tại các đô thị Melli và Jorethang. Ngoài ra, Sikkim có một ngành công nghiệp khai mỏ quy mô nhỏ, khai thác các khoáng sản như đồng, dolomit, tan, than chì, quartzit, than đá, kẽm, và chì. Mặc dù cơ sở hạ tầng công nghiệp còn rất nhỏ, song Sikkim nằm trong số các bang tăng trưởng nhanh nhất Ấn Độ kể từ năm 2000; GDP của bang tăng trên 13% trong năm 2007. Sikkim có kế hoạch trở thành bang đầu tiên chuyển đổi sang nông nghiệp hữu cơ vào năm 2015.
Trong những năm gần đây, chính phủ Sikkim xúc tiến du lịch trên quy mô lớn, do vậy thu nhập của bang tăng 14 lần kể từ giữa thập niên 1990. Sikkim có được đầu tư vào ngành công nghiệp cờ bạc non trẻ, xúc tiến cả sòng bạc trực tuyến và cờ bạc trực tuyến. Sòng bạc đầu tiên tại Sikkim là Casino Sikkim, được mở cửa vào tháng 3 năm 2009, và chính phủ bang xem xét cấp 7 giấy phép sòng bạc nữa. Xổ số Playwin là một thành công đáng chú ý tại Sikkim. Vào tháng 10 năm 2009, chính phủ Sikkim tuyên bố kế hoạch cung cấp ba giấy phép cá cược thể thao trực tuyến.
Trạm biên mậu Nathu La mở cửa vào ngày 6 tháng 7 năm 2006, kết nối Tây Tạng với Ấn Độ, và được cho là sẽ thúc đẩy kinh tế của Sikkim. Tuy nhiên, mậu dịch qua đèo này vẫn bị cản trở bởi những hạn chế của chính phủ hai bên.

## Cơ sở hạ tầng
Quốc lộ 31A và Quốc lộ 31 nối Siliguri đến Gangtok. Công ty vận chuyển quốc gia Sikkim vận hành các dịch vụ xe khách và xe tải. Các dịch vụ xe khách tư nhân, taxi và jeep du lịch hoạt động trên khắp Sikkim, và cũng kết nối đến Siliguri. Một nhánh của xa lộ từ Melli nối đến tây bộ Sikkim. Các đô thị tại nam bộ và tây bộ Sikkim nối đến các đô thị núi cao Kalimpong và Darjeeling tại bắc bộ Tây Bengal. Sikkim kết nối với Tây Tạng qua đèo Nathu La.
Sân bay Pakyong là sân bay đầu tiên tại Sikkim, cách Gangtok 30 km (19 mi), có khả năng tiếp nhận máy bay ATR. Trước khi sân bay này được hoàn thành, sân bay gần nhất đối với Sikkim là sân bay Bagdogra thuộc thị trấn Siliguri tại bang Tây Bengal, cách Gangtok 124 km. Có một dịch vụ máy bay trực thăng thường nhật kết nối Gangtok đến Bagdogra; cái chuyến bay kéo dài 30 phút, có thể chở bốn người. Sân bay trực thăng Gangtok là sân bay trực thăng dân sự duy nhất tại Sikkim.
Sikkim thiếu hạ tầng đường sắt, các ga đường sắt gần nhất là Siliguri và New Jalpaiguri thuộc bang Tây Bengal. Tuy nhiên, Dự án đường sắt Tân Sikkim được khởi đầu nhằm kết nối thị trấn Rangpo thuộc Sikkim với Sevoke trên biên giới của Tây Bengal. Tuyến đường sắt này gồm năm ga, được dự tính sẽ hỗ trợ cả phát triển kinh tế và các chiến dịch của Lục quân Ấn Độ, và ban đầu được lên kế hoạch hoàn thành vào năm 2015.
Đường bộ tại Sikkim do Tổ chức đường bộ biên giới (BRO)- một nhánh của Lục quân Ấn Độ- quản lý. Đường bộ tại Nam Sikkim và NH-31A ở trong tình trạng tương đối tốt, sạt lở đất tại các khu vực này là ít thường xuyên hơn. Chín phủ bang quản lý 1.857 kilômét (1.154 mi) đường bộ không thuộc thẩm quyền của BRO.
Hầu hết điện năng tại Sikkim lấy từ 19 nhà máy thủy điện trên địa bàn. Điện năng cũng được lấy từ Công ty hữu hạn Nhiệt điện quốc gia và Công ty hữu hạn Lưới điện Ấn Độ. Năm 2006, Sikkim đã điện khí hóa 100% nông thôn. Tuy nhiên, điện áp không ổn định và cần đến các bộ ổn áp. Chính phủ bang thúc đẩy khí sinh học và điện mặt trời để nấu ăn, song ít được hưởng ứng và chúng được sử dụng chủ yếu để thắp sáng. Năm 2005, 73,2% số hộ tại Sikkim được báo cáo là tiếp cận được với nước uống an toàn, và một lượng lớn các dòng chảy đảm bảo cung ứng nước đầy đủ.

## Nhân khẩu

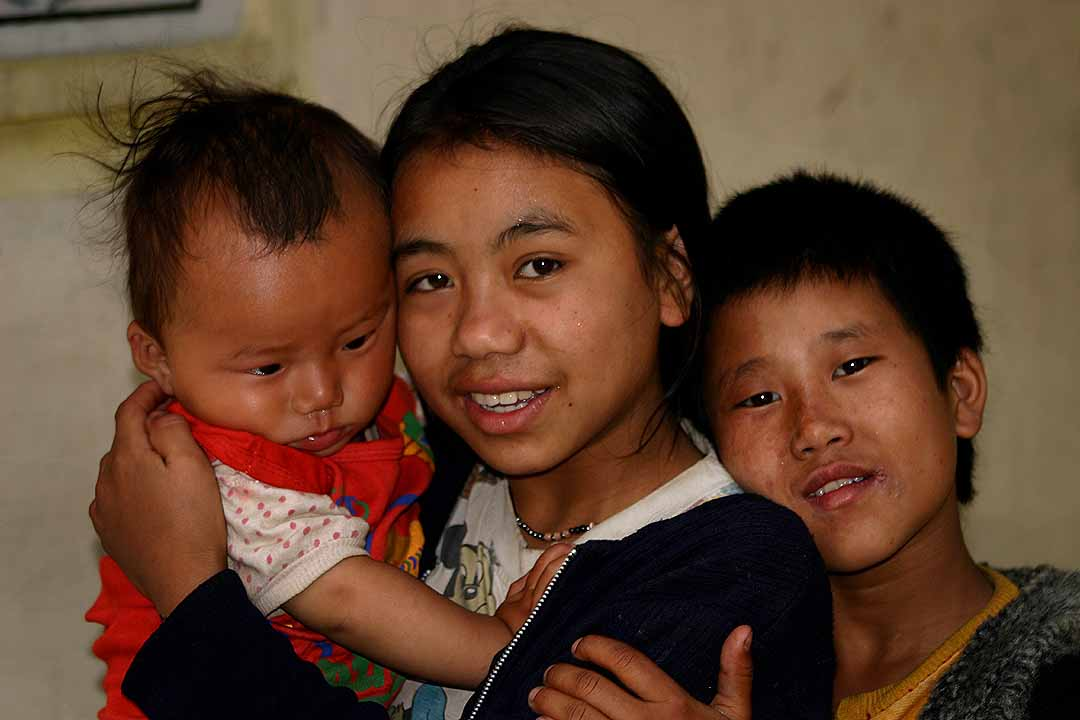
Trẻ em tại Sikkim.

Sikkim là bang ít dân nhất của Ấn Độ, với 607.688 cư dân theo điều tra dân số năm 2011. Sikkim cũng nằm trong số các bang thưa dân nhất tại Ấn Độ, với mật độ là 86 người/km². Tuy nhiên, Sikkim lại có tốc độ tăng trưởng dân số cao, với 12,36% từ năm 2001 đến 2011. Tỷ suất giới tính là 889 nữ trên 1000 nam, với tổng cộng 321.661 nam và 286.027 nữ theo số liệu năm 2011. Với khoảng 98.000 cư dân vào năm 2011, thủ phủ Gangtok là khu vực đô thị quan trọng nhất tại bang; vào năm 2005, dân số đô thị tại Sikkim chiếm khoảng 11,06% tổng cư dân. Năm 2011, thu nhập bình quân trên người của Sikkim ở mức 81.159 rupee (1.293 USD).
Do làn sóng di dân kéo dài hàng thế kỷ từ Nepal, phần lớn cư dân Sikkim hiện có nguồn gốc dân tộc Nepal. Người Sikkim bản địa bao gồm người Bhutia, họ nhập cư từ khu vực Kham của Tây Tạng vào thế kỷ 14, còn người Lepcha được cho là nhập cư từ Viễn Đông. Người Tạng cư trú tại các dải phía bắc và phía đông của bang. Các cộng đồng cư dân mới nhập cư gồm có người Bihar, người Bengal và người Marwari, họ nổi bật trong thương nghiệp tại Nam Sikkim và Gangtok.
| Tôn giáo tại Sikkim (2001) | Tôn giáo tại Sikkim (2001) | Tôn giáo tại Sikkim (2001) | Tôn giáo tại Sikkim (2001) | Tôn giáo tại Sikkim (2001) |
| -------------------------- | -------------------------- | -------------------------- | -------------------------- | -------------------------- |
| Tôn giáo                   | Tôn giáo                   |                            | Tỷ lệ                      | Tỷ lệ                      |
| Ấn Độ giáo                 | Ấn Độ giáo                 |                            | 60.5%                      | 60.5%                      |
| Phật giáo                  | Phật giáo                  |                            | 28.5%                      | 28.5%                      |
| Ki-tô giáo                 | Ki-tô giáo                 |                            | 6.6%                       | 6.6%                       |
| Hồi giáo                   | Hồi giáo                   |                            | 1.0%                       | 1.0%                       |
| Khác                       | Khác                       |                            | 3.4%                       | 3.4%                       |

Ấn Độ giáo trở thành tôn giáo chính tại Sikkim từ khi người Nepal đến; ước tính có 60,5% tổng dân số Sikkim hiện nay có đức tin là Ấn Độ giáo. Tôn giáo lớn thứ hai tại Sikkim Phật giáo, có tín đồ chiếm 28,5% tổng dân số. Sikkim có 75 tu viện Phật giáo, cổ nhất có niên đại từ những năm 1700. Tín đồ Ki-tô giáo tại Sikkim hầu hết là hậu duệ của người Lepcha, tổ tiên họ được các nhà truyền giáo Anh Quốc cải đạo vào cuối thế kỷ 19, và hiện chiếm khoảng 6,6% dân số. Các cộng đồng tôn giáo khác là người Hồi giáo thuộc dân tộc Bihar, và tìn đồ Jaina giáo, mỗi nhóm chiếm khoảng 1 tổng dân số. Tín đồ các tôn giáo truyền thống của người Sikkim bản địa chiếm phần lớn số còn lại.
Mặc dù căng thẳng giữa người Lepcha và người Nepal leo thang khi Sikkim hợp nhất vào Ấn Độ, song chưa từng xảy ra bạo lực tôn giáo công cộng quy mô lớn nào tại Sikkim. Tôn giáo truyền thống của người Lepcha là Mun, một đức tin vật linh cùng tồn tại với Phật giáo và Ki-tô giáo.
Tiếng Nepal là ngôn ngữ chung tại Sikkim, còn tiếng Sikkim và tiếng Lepcha được nói tại các khu vực nhất định. Tiếng Anh và tiếng Hindi cũng được nói và được hiểu tại hầu hết Sikkim. Các ngôn ngữ khác gồm có Dzongkha, Groma, Gurung, Limbu, Magar, Majhi, Majhwar, Nepal Bhasa, Rai, Sherpa, Sunuwar, Tamang, Thulung, tiếng Tạng, và Yakha.

## Văn hóa

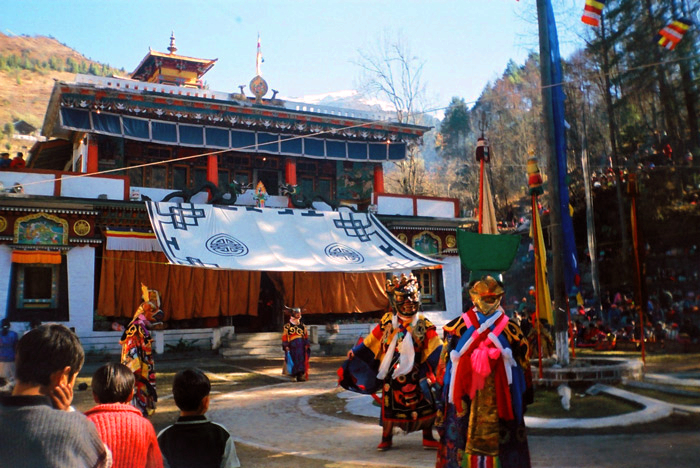
Vũ điệu Gumpa truyền thống Lachung tại tu viện Phật giáo trong tết âm lịch Losar.

Cộng đồng người Nepal chiếm đa số tại Sikkim tổ chức hầu hết các lễ hội lớn của Ấn Độ giáo, gồm có Diwali và Dussera. Các lễ hội bản địa truyền thống, gồm có Maghe Sankranti và Bhimsen Puja, cũng phổ biến. Losar, Loosong, Saga Dawa, Lhabab Duechen, Drupka Teshi và Bhumchu nằm trong số các lễ hội Phật giáo được tổ chức tại Sikkim. Trong Losar (tết Tây Tạng), hầu hết công sở và cơ sở giáo dục đóng cửa trong một tuần (trùng thời điểm với tết Trung Quốc). Người Hồi giáo tại Sikkim tổ chức Eid ul-Fitr và Muharram. Giáng sinh được thúc đẩy tại Gangtok nhằm thu hút du khách trong mùa vãn khách.
Nhạc rock phương Tây và nhạc đại chúng Ấn Độ được ủng hộ rộng rãi tại Sikkim. Nhạc rock Nepal địa phương và nhạc Lepcha cũng phổ biến. Các môn thể thao phổ biến nhất tại Sikkim là bóng đá và cricket, song diều lượn và đi bè trên sông cũng trở nên phổ biến do nằm trong ngành công nghiệp du lịch.
Các món ăn có nguyên liệu là mì như thukpa phổ biến tại Sikkim. Momos cũng phổ biến tại Sikkim, là món bánh bao hấp nhồi rau, thịt bò hoặc thịt lợn và được phục vụ với canh. Bia, whiskey, rum và brandy được tiêu thụ rộng rãi tại Sikkim, giống như tongba, một loại đồ uống có cồn làm từ kê vốn cũng phổ biến tại Nepal và Darjeeling. Sikkim có tỷ lệ nghiện rượu bình quân cao thứ ba tại Ấn Độ, sau Punjab và Haryana.

## Truyền thông

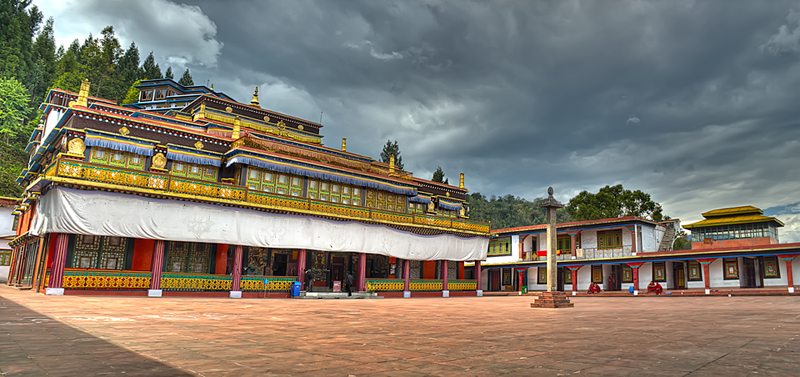
Tu viện Rumtek là công trình nổi tiếng nhất tại Sikkim.

Các đô thị ở nam bộ của Sikkim có các nhật báo tin tức tiếng Anh, tiếng Nepal và tiếng Hindi. Các báo tiếng Nepal và một số báo tiếng Anh được in tại địa phương, còn báo tiếng Hindi và các báo tiếng Anh khác được in tại Siliguri. Các nhật báo và tuần báo địa phương quan trọng nhất là Hamro Prajashakti (nhật báo tiếng Nepal), Himalayan Mirror (nhật báo tiếng Anh), Samay Dainik, Sikkim Express (tiếng Anh), Sikkim Now (tiếng Anh), Kanchanjunga Times (tuần báo tiếng Nepal), Pragya Khabar (tuền báo tiếng Nepal) và Himalibela. Ngoài ra, Sikkim nhận các phiên bản khu vực của các báo tiếng Anh quốc gia như The Statesman, The Telegraph, The Hindu và The Times of India. Himalaya Darpan là một nhật báo tiếng Nepal xuất bản tại Siliguri, và nằm trong số các nhật báo tin tức tiếng Nepal hàng đầu tại khu vực. Sikkim Herald và nhật báo chính thức do chính phủ phát hành. Truyền thông trực tuyến của Sikkim gồm báo tiếng Nepal Himgiri, và cổng thông tin Haalkhabar và tạp chí văn chương Tistarangit. Avyakta, Bilokan, Journal of Hill Research, Khaber Khagaj, Panda, và Sikkim Science Society Newsletter nằm trong số các ấn phẩm đã đăng ký khác.
Các quán Internet cũng xuất hiện tại các huyện lỵ, song kết nối băng thông rộng không phổ biến cao. Hầu hết gia đình tại Sikkim có ăngten chảo thu các kênh truyền hình vệ tinh. Các kênh phục phục vụ phần lớn giống như phần còn lại của Ấn Độ, song cũng có các kênh tiếng Nepal. Các nhà cung cấp dịch vụ chính gồm có Dish TV, Doordarshan và Nayuma.

## Giáo dục
Tỷ lệ biết chữ của người trưởng thành tại Sikkim là 69,68%: 76,73% đối với nam giới và 61,46% đối với nữ giới. Có tổng cộng 1.157 trường học trong bang, 765 trường là trường do chính phủ bang quản lý, 7 trường do chính phủ TW quản lý và 385 trường tư. 12 trường và các cơ sở giáo dục khác tại Sikkim cung cấp giáo dục bậc đại học. Thể chế lớn nhất là Đại học Manipal Sikkim với các chuyên ngành kỹ thuật, y học và quản trị, trường này cũng tổ chức các chương trình giáo dục từ xa trên nhiều lĩnh vực. Có hai trường bách khoa công tại Sikkim là Trung tâm đào tạo Kỹ thuật Tiên tiến (ATTC) và Trung tâm máy điện toán và công nghệ thông tin (CCCT). ATTC nằm tại Bardang, Singtam, và CCCT nằm tại Chisopani, Namchi. Đại học Sikkim bắt đầu hoạt động từ năm 2008 tại Yangang, cách Singtam 28 kilômét (17 mi). Tuy nhiên, nhiều sinh viên đến Siliguri, Kolkata, Bangalore và các thành phố khác để theo học giáo dục bậc đại học.